# Das öde Haus
Das öde Haus ist eine Novelle von E. T. A. Hoffmann, die erstmals 1817 erschien.

## Inhalt
In dem Nachtstück geht es um ein Haus in einer Residenzstadt, deren Name nicht genannt wird. Sie heißt lediglich „***n“ (gemeint ist Berlin). Der Erzähler Theodor berichtet im Freundeskreis über ein Erlebnis, das während seines Aufenthalts in dieser Stadt geschah. Als er durch die Hauptstraße spazierte, fiel ihm ein altes, nur notdürftig unterhaltenes Haus auf, das zwischen zwei der für die Stadt typischen prächtigen Gebäuden stand. Zuerst überlegte Theodor, wie es nur möglich sei, dass ein so bescheidenes Gebäude noch nicht abgerissen worden war, später jedoch erzählte ihm ein Bekannter namens Graf P., dass es sich bei diesem Haus um die Wirtschaftsräume der benachbarten Konditorei handle. Eines Tages bemerkt Theodor eine weibliche Hand in einem der oberen Fenster. Fasziniert von diesem Anblick beobachtet er das Haus von nun an täglich. Theodor wird immer neugieriger und beschließt, den Bäckereibesitzer genauer darüber zu befragen. Dieser berichtet ihm, dass das fragliche Gebäude leider nicht zu seinem Besitz zähle, obwohl er mehrfach versucht habe, es zu erwerben, da er den Platz gut gebrauchen könne. Weiter erfährt Theodor, dass es in diesem „öden Haus“ angeblich spuke. Besonders in der Weihnachtszeit und in nächtlicher Stille sollen schauerliche Laute ertönen. Der Bäckereibesitzer berichtet außerdem, dass dieses Haus einer Gräfin von S. gehöre.
Entgegen der Meinung Theodors, dass diese Behausung leerstehend sei, erfährt er, dass es doch einen Bewohner gäbe, nämlich einen alten Hausverwalter, den ehemaligen Kammerdiener des Grafen von S., der kurz darauf mit seinem Hund den Konditorladen betritt. In Theodors Träumen erscheinen sowohl die Gräfin als auch der Hausverwalter als Vision. Am nächsten Tag versucht er in das geöffnete Haus einzudringen, doch der alte Hausverwalter komplimentiert ihn mit der Bemerkung wieder hinaus, dass es in dem Haus nicht spuke. Tags darauf erblickt Theodor erneut die weibliche Hand mit einem Diamanten und kauft einem italienischen Tabuletkrämer einen Taschenspiegel ab, mit dem er von einer Bank aus bequem das öde Haus beäugen kann. Ausgelöst durch ein aus seiner Kindheit stammendes Trauma gerät er in eine Art Starrsucht. Später jedoch berichtet ihm ein alter Mann, dass die weibliche Hand, die Theodor zu sehen glaubte, bloß ein Gemälde sei, das der Hausverwalter nur kurz auf das Fensterbrett stellt, um es abzustauben. Kurz darauf fühlt sich der Erzähler von der mysteriösen Frau am Fenster verfolgt: Er sieht das Mädchen in seinen Träumen und auch wenn er in den erworbenen Taschenspiegel blickt. Daraufhin konsultiert er den befreundeten Doktor K., einen Arzt und Magnetiseur, der Theodor einer magnetischen Kur unterzieht. Erneut dringt Theodor in das öde Haus ein und trifft auf die wahnsinnige Bewohnerin, die ihn tobsüchtig bedrängt und nur durch Gewalt zu bändigen ist. Auf einer Abendgesellschaft beim Grafen P. trifft er auf eine junge Frau, die seinem Liebesobjekt im Spiegel gleicht, es ist die angebliche Nichte der wahnsinnigen Alten. Weitere Aufklärung erhält Theodor durch Dr. K., der ihm erzählt, dass ein gewisser Graf von S. sich in die Gräfin Angelika Z. verliebt hätte, später aber deren jüngere Schwester Gabriele geheiratet habe. Beeinflusst durch den Liebeszauber einer Zigeunerin zog der ehemalige Liebhaber zur Gräfin Angelika, mit der er die uneheliche Tochter Edmonde zeugte. Während die neugeborene Tochter Edwine seiner Frau Gabriele verschwand. Die uneheliche Edmonde wurde der Gräfin Gabriele als eigenes Kind untergeschoben. Der Graf S. starb und Angelika verfiel in eine Art Geisteskrankheit; deswegen kaufte ihr Vater das „öde Haus“ und ließ Angelika und seinen eigenen Kammerdiener darin wohnen. Mit Gewalt versuchte dieser Angelikas Ausbrüche des Wahnsinns zu bändigen, was ihm nicht gelang. Unter schwerer Bedrückung verlässt Theodor die Residenz ***n.

## Interpretation
Hoffmann schrieb Das öde Haus vermutlich im Herbst 1817, kurz vor Erscheinen des zweiten Bandes seiner Nachtstücke bei Georg Andreas Reimer in Berlin. Die Topografie und einzelne Personen der Erzählungen hat Hoffmann seinem persönlichen Umfeld in Berlin entnommen. Daher erkennt man, dass es um die Straße Unter den Linden in Berlin geht. So ist unter anderem auch von einem „…ger Tor“ die Rede. Gemäß einem Artikel des Mitarbeiters der Staatsbibliothek zu Berlin Hans von Müller in der Deutschen Allgemeinen Zeitung aus dem Jahr 1936 sowie sich darauf beziehender späterer Hoffmann-Forscher, handelte es sich bei dem Gebäude tatsächlich um das Haus Unter den Linden No. 9 (alte Zählung), welches 1824 abgerissen wurde. Heute steht dort die Botschaft Russlands. Der erwähnte Konditorladen neben dem „öden Haus“ entspricht der Konditorei Fuchs, die in Heinrich Heines Briefen aus Berlin erwähnt wird. Auch die dem Haus gegenüberliegende Ruhebank auf dem Mittelstreifen der Allee entnahm Hoffmann der Realität. Die biografischen Hintergründe und Anspielungen der Erzählung sind leicht entschlüsselbar. „Dr. K.“ entspricht dem mit Hoffmann befreundeten Johann Ferdinand Koreff (1783–1851), Leibarzt des preußischen Staatskanzlers Karl August von Hardenberg, der auch als Magnetiseur praktizierte. Der „Graf P.“ trägt Züge des mit Koreff befreundeten Hermann Graf von Pückler-Muskau (1785–1871; seit 1822 Fürst). Dessen Liebesaffäre verarbeitete und variierte Hoffmann in seinem „Nachtstück“. Denn Pückler verlobte sich mit der noch verheirateten Tochter Hardenbergs, Gräfin Lucie von Pappenheim, die er am 9. Oktober 1817 heiratete, unterhielt aber gleichzeitig ein Liebesverhältnis mit deren Pflegeschwester Helmine von Lanzendorf, die aber vermutlich deren uneheliche Tochter war.
Rüdiger Safranski vollzog in seinem Standardwerk über den phantastischen Dichter dessen Gedankengänge nach: Das geheimnisvolle heruntergekommene Haus, das so gar nicht in die Umgebung passt, lädt zu Spekulationen ein. Die geheimnisvolle Verwandtschaftsebene der nach Berlin ziehenden Frauen ebenfalls. „Er verknüpft die beiden Geheimnisse […] und macht daraus eine Geschichte ganz nach dem Geschmack eines Publikums, das sich auf angenehm schaurige Weise gerne davon erzählen läßt, wie unterhöhlt doch der Boden der Ordnung und Moral tatsächlich sei und daß es auch noch in der Tageshelle einer Prunkstadt dunkle Ecken gibt.“
Die Struktur der Erzählung erscheint in ihrer Mehrdimensionalität kompliziert, bleibt jedoch übersichtlich. Dem Rahmengespräch im Freundeskreis folgen Theodors Geschichte und deren Deutungen, die ständig durch andere Personen variiert und korrigiert werden. Ein thematischer Schwerpunkt ist der Magnetismus, wobei die von Theodor erwähnte Fachliteratur über Traum, Wahnsinn und Geisteszerrüttung (von Gotthilf Heinrich Schubert, Johann Christian Reil, Carl Alexander Ferdinand Kluge, Ernst Daniel August Bartels) Hoffmann vertraut war. Die Beschäftigung mit der Psychiatrie seiner Zeit ließ ihn einen psychisch labilen Erzähler schaffen, der damit ein für die Romantik typischer „unzuverlässiger Erzähler“ ist. Thomas Weitin attestiert ihm einen „pathologischen Narzissmus“. Auch in anderen Erzählungen griff er ausführlich die genannten Felder auf – nicht nur im Magnetiseur, der das zentrale Thema im Titel trägt. Es ist kein Zufall, dass der zweite Band der Nachtstücke mit dem Öden Haus beginnt, während Der Sandmann den ersten Band des Zyklus einleitet. Beide Erzählungen stehen motivisch im engen Zusammenhang: das traumatische Kindheitserlebnis, der durch optische Instrumente (Spiegel und Opernglas bzw. Fernrohr) verstärkte Liebeswahnsinn, der italienische Händler. Zum Einsatz der Betrachtungsgegenstände im Öden Haus meinte Rupert Gaderer in seiner Poetik der Technik: „Herkömmlich ermöglicht der präzise Blick, gesteigert durch die Vergrößerungsfähigkeit der geschliffenen Gläser, eine Fokussierung und Parzellierung von Gegenständen und Personen – in Theodors Wahrnehmung hingegen verzerren sie sich. Durch das optische Instrument und mit ihm Theodors Einbildungskraft wird die Grenze zwischen Leben und Illusion unscharf.“

## Stellenwert
E.T.A. Hoffmann selbst bewertete sein Nachtstück in einem Brief vom 8. März 1818 an Carl Friedrich Kunz negativ: „[D]as öde Haus taugt nichts“.
Gabrielle Wittkop-Ménardeau bezeichnete Das öde Haus in ihrer Hoffmann-Biografie aufgrund seiner „unnachahmliche[n] Magie“ als ein „Meisterwerk“. Es habe „eine neue Art zu sehen geschaffen“, die nachfolgende Schriftsteller offenkundig oder unterschwellig beeinflusst habe. Der bekennende Hoffmann-Bewunderer Dostojewski habe sogar die Konditorei-Szene in seinem Roman Erniedrigte und Beleidigte kopiert, wenn auch mit anderem, also nicht magischem, Unterton.

### Primärliteratur
Erstausgabe
- E.T.A. Hoffmann: Das öde Haus. In: Nachtstücke, zweiter Theil. Georg Reimer, Berlin 1817, S. 1–74.

Ausführlich kommentierte Textausgaben
- E.T.A. Hoffmann: Nachtstücke. Seltsame Leiden eines Theaterdirektors. In: Hans-Joachim Kruse (Hrsg.): Gesammelte Werke in Einzelausgaben. 1. Auflage. Band 3. Aufbau Verlag, Berlin, Weimar 1977, S. 165–201.
- E.T.A. Hoffmann: Nachtstücke. Klein Zaches. Prinzessin Brambilla. Werke 1816–1820. In: Hartmut Steinecke unter Mitarbeit von Gerhard Allroggen (Hrsg.): Sämtliche Werke in sechs Bänden. 1. Auflage. Band 3. Deutscher Klassiker Verlag, Frankfurt am Main 1985, ISBN 3-618-60870-5, S. 163–198.
- E.T.A. Hoffmann: Gespenster in der Friedrichstadt. Berlinische Geschichten. herausgegeben und mit einem Nachwort von Günter de Bruyn. Hrsg.: Günter de Bruyn (= Märkischer Dichtergarten). 1. Auflage. Buchverlag Der Morgen, Berlin 1986, S. 109–147 (ISBN erst ab 2. Auflage: 3-371-00341-8).
- E.T.A. Hoffmann: Nachtstücke. Mit einem Nachwort, einer Zeittafel zu E.T.A. Hoffmann, Anmerkungen und bibliografischen Hinweisen von Franz Loquai. Hrsg.: Franz Loquai (= Goldmann-Klassiker mit Erläuterungen. Nr. 7678). 1. Auflage. Goldmann, München 1996, ISBN 3-442-07678-1, S. 153–186.

### Sekundärliteratur
- Friedhelm Auhuber: In einem fernen dunklen Spiegel. E.T.A. Hoffmanns Poetisierung der Medizin. Westdeutscher Verlag, Opladen 1986, ISBN 3-531-11763-7, S. 75–81.
- Franz Fühmann: Das öde Haus. Entwurf eines Spielfilmszenariums. In: Franz Fühmann (Hrsg.): Simplicius Simplicissimus. Der Nibelunge Not und andere Arbeiten für den Film. 1. Auflage. Hinstorff Verlag, Rostock 1987, ISBN 3-356-00057-8, S. 417–450.
- Rupert Gaderer: Poetik der Technik. Elektrizität und Optik bei E.T.A. Hoffmann (= Rombach Wissenschaften. Edition Parabasen. Band 9). 1. Auflage. Rombach Verlag, Freiburg i.Br., Berlin, Wien 2009, ISBN 978-3-7930-9574-3, S. 92–105.
- Klaus Kanzog: Berlin-Code, Kommunikation und Erzählstruktur. Zu E.T.A. Hoffmanns Das öde Haus und zum Typus Berlinische Geschichte. In: Zeitschrift für deutsche Philologie. Band 95, Sonderheft. Erich Schmidt Verlag, 1976, ISSN 0044-2496, S. 42–63.
- Claudia Lieb: Und hinter tausend Gittern keine Welt: Raum, Körper und Schrift. In: Hartmut Steinecke, Detlef Kremer, Franz Loquai, Steven Paul Scher (Hrsg.): E.T.A. Hoffmann-Jahrbuch. Band 10. Erich Schmidt Verlag, 2002, ISSN 0944-5277, S. 58–75.
- Claudia Lieb: Das öde Haus. In: Detlef Kremer (Hrsg.): E.T.A. Hoffmann. Leben – Werk – Wirkung (= De Gruyter Lexikon). 1. Auflage. Verlag Walter de Gruyter, Berlin, New York 2009, ISBN 978-3-11-018382-5, S. 197–202.
- Robert McFarland: Reading Das öde Haus: E.T.A. Hoffmann’s Urban Hermeneutics. In: Monatshefte 100/4 2009, S. 489–503, doi:10.1353/mon.0.0074.
- Hans von Müller: Unter den Linden Nr. 9. Geschichten vom „öden Haus“. In: Deutsche Allgemeine Zeitung. 75. Jahrgang Nr. 427, 11. September 1936.
- Gisela Vitt-Maucher: Die wunderlich wunderbare Welt E. T. A. Hoffmanns. In: Journal of English and Germanic Philology. Band 75, Nr. 4/1976. University of Illinois Press, Oktober 1976, ISSN 0363-6941, S. 515–530.